# Hoanya (taal)
Hoanya, ook Hoannya of Kali, was een Paiwanische taal. Deze taal werd gesproken in Taiwan, zoals alle Paiwanische talen overigens. Het Hoanya is uitgestorven en er bestonden drie dialecten.
Het Hoanya nam een erg groot stuk taalgebied in in Taiwan, met een lange kustlijn en in het zuidwesten. In het noorden grenst het gebied aan het Babuza-taalgebied, in het zuiden aan dat van het Siraya-, en in het oosten het Thao-taalgebied (N), het Bunun-taalgebied (centraal) en het Tsou-taalgebied (Z). Dit grote taalgebied loopt dan ook van Taihsi in het noorden naar Pei-mên in het zuiden, en ligt voornamelijk ten zuiden van 24° N. De taal is nu gefusieerd met tot het Papora-Hoanya, het Hoanya is daar nu een dialect van, zie Hoanya-dialect